# Taoyuan (Kaohsiung)
Taoyuan (chiń. upr. 桃源区; chiń. trad. 桃源區; pinyin Táoyuán qū; Wade-Giles T’ao-yüan ch’ü) – dzielnica (chiń. 區, qū) aborygeńska miasta wydzielonego Kaohsiung na Tajwanie.
23 czerwca 2009 komitet przy Ministrze Spraw Wewnętrznych Republiki Chińskiej zarekomendował scalenie dotychczasowego powiatu Kaohsiung (chiń. trad. 高雄縣; pinyin Gāoxióng xiàn) i miasta wydzielonego Kaohsiung (chiń. trad. 高雄直轄市; pinyin Gāoxióng zhíxiáshì) w jedno miasto wydzielone; wszystkie gminy wiejskie (chiń. 鄉, xiāng), jak Taoyuan, miejskie oraz miasta wchodzące w skład powiatu zostały przekształcone w dzielnice (chiń. 區, qū). Ustawa weszła w życie 25 grudnia 2010 roku.
Populacja dzielnicy Taoyuan w 2016 roku liczyła 4220 mieszkańców – 2022 kobiety i 2198 mężczyzn. Liczba gospodarstw domowych wynosiła 1324, co oznacza, że w jednym gospodarstwie zamieszkiwało średnio 3,19 osób.

## Demografia (2011–2016)
| Rok  | Liczba ludności | Gęstość zaludnienia | Kobiety | Mężczyźni | Gospodarstwa domowe |
| ---- | --------------- | ------------------- | ------- | --------- | ------------------- |
| 2011 | 4700            | 5                   | 2220    | 2480      | 1367                |
| 2012 | 4559            | 4                   | 2151    | 2408      | 1349                |
| 2013 | 4406            | 4                   | 2076    | 2330      | 1330                |
| 2014 | 4296            | 4                   | 2034    | 2262      | 1315                |
| 2015 | 4239            | 4                   | 2018    | 2221      | 1324                |
| 2016 | 4220            | 4                   | 2022    | 2198      | 1324                |